# Gianfrancesco di Bagno

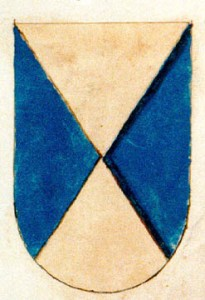
Stemma Guidi di Bagno

Gianfrancesco di Bagno (Guidi di Bagno) (Mantova, ... – ante 1494) è stato un condottiero italiano.

## Biografia
Era figlio di Guido (?-1431) e di Guglielma degli Atti.
Studiò con profitto sotto l'insegnamento dell'umanista Vittorino da Feltre alla Ca' Zoiosa di Mantova, dal quale apprese il greco e il latino. Uscito dalla scuola di Vittorino, Gianfrancesco divenne uomo d'armi. Fu al servizio prima di Carlo Gonzaga, quindi del marchese di Mantova Ludovico III Gonzaga nel 1448 assieme ai veneziani contro Francesco Sforza. Durante la battaglia di Caravaggio del 15 settembre 1448 rimase ferito gravemente all'omero destro, infermità che si portò per tutta la vita. Fu al servizio di papa Paolo III nell'esercito pontificio.
A causa della dote portata dalla moglie Ermellina Malatesta, figlia di Pandolfo di Niccolò detto "Cocco" (?-1464), conte di Ghiaggiolo, sposata per intercessione del papa, si inimicò la famiglia Malatesta. Nel 1470 venne infatti trucidato Sallustio Malatesta nella casa di Giovanni Marcoselli, cognato di Gianfrancesco, da Roberto Malatesta, che fece giustiziare dal popolo il Marcoselli e scrisse alle corti d'Italia insinuando che del delitto non fosse estraneo Gianfrancesco. I signori dell'epoca non prestarono fede a quanto scritto dal Malatesta e tanto meno papa Sisto IV, che inviò Gianfrancesco con 400 uomini a sottomettere Todi e Spoleto.
Combatté contro Niccolò Vitelli che si era asserragliato in Città di Castello. Nel 1482 passò al servizio della Serenissima, impegnata contro di Estensi. Con papa Innocenzo VIII nel 1485 ritornò nell'esercito pontificio, che per i suoi servizi venne ricompensato di alcuni feudi nel Montefeltro. Nel 1488, alla morte di Girolamo Riario, Gianfrancesco accorse con le sue truppe ad occupare Forlì, ma non riuscì ad espugnare la rocca di Ravaldino a causa della sua strenua difesa. Il popolo si sollevò contro la Chiesa e Gianfrancesco venne fato prigioniero. Non venne decapitato come voleva Caterina Sforza, grazie all'intervento di Giovanni II Bentivoglio, signore di Bologna.
Morì prima del 1494.

## Discendenza
Gianfrancesco ed Ermellina ebbero otto figli:
- Ruggero, morto giovane
- Giustina, sposò Tiberio Brandolini
- Giulia, sposò Giovanni Naldi
- Lucrezia, sposò Niccolò Mauruzi
- Niccolò (?-dopo 1521), condottiero
- Malatesta, religioso
- Guidoguerra (?-1495), condottiero
- Maria, sposò Guido Rangoni